# Giorgio Grognet de Vassé
Giorgio Grognet de Vassé (ur. 1774, zm. 1862) – maltański architekt i antykwariusz, głównie znany z zaprojektowania Rotundy w Moście.
Urodził się w roku 1774 na Malcie, w rodzinie o francuskich korzeniach. Studiował we Frascati, w Państwie Kościelnym, z zamiarem zostania księdzem. Jednak jego poglądy polityczne i mocne poparcie dla jakobinów, popchnęły go do podjęcia służby jako oficer we francuskich siłach ekspedycyjnych podczas kampanii egipskiej. W końcu powrócił na Maltę kilka lat po powstaniu przeciwko rządom francuskim.

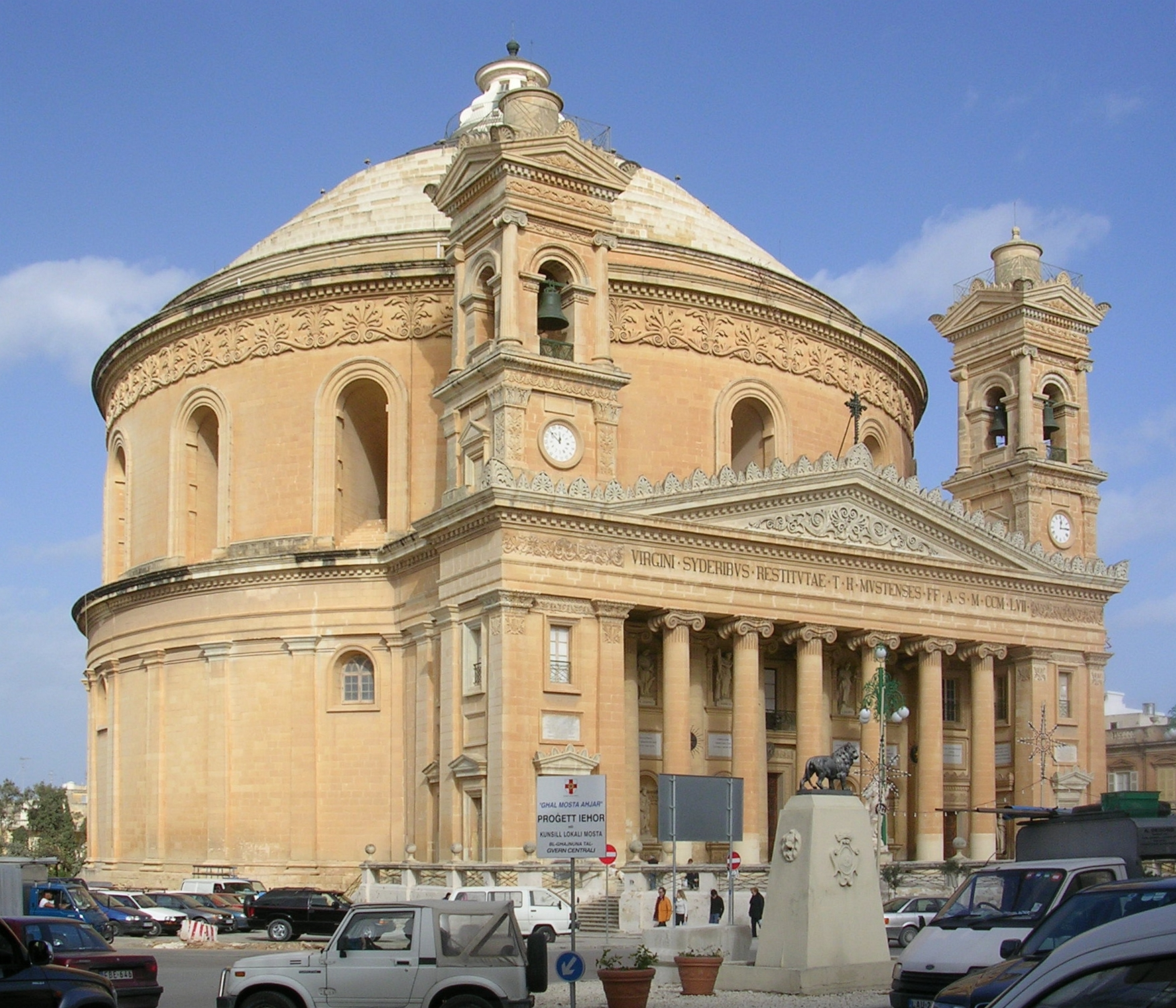
Rotunda w Moście, arcydzieło Grogneta

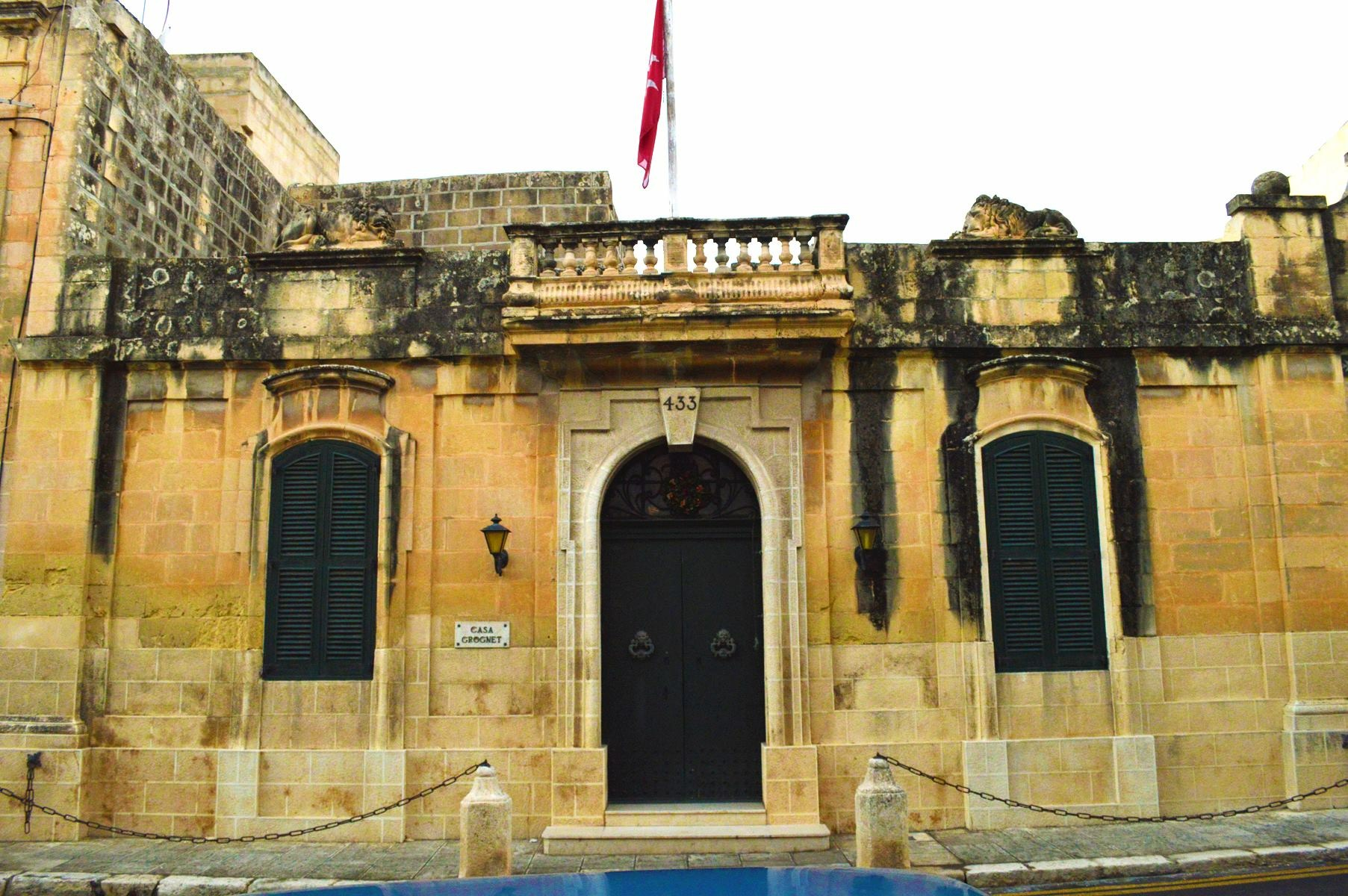
Villa Grognet (Casa Grognet, Palazzo Grognet) – dom w Moście, gdzie Grognet de Vassé mieszkał przez jakiś czas

W latach trzydziestych XIX wieku, kościół parafialny w Moście, zbudowany w XVII wieku przez architekta Tommaso Dingliego, stał się za mały, aby pomieścić populację miasta. Grognet zaproponował przebudowę kościoła w stylu neoklasycznym, bazując na rzymskim Panteonie. Pomimo oporów biskupa Francesco Caruany, projekt został zaaprobowany, i budowa kościoła rozpoczęła się 30 maja 1833 roku. Grognet nigdy nie otrzymał formalnego wykształcenia jako architekt, więc podczas budowy kościoła korzystał z pomocy konsultacyjnej jednego z członków rodziny Sammut. Projekt kościoła był chwalony zarówno podczas budowy, jak i po jej ukończeniu, i uważany jest za arcydzieło Grogneta.
Grognet był też antykwariuszem, i miał głęboką wiedzę o sztuce klasycznej. W związku z odkryciem za jego życia takich miejsc, jak Ġgantija i Ħaġar Qim wierzył, że Malta była miejscem, gdzie znajdowała się Atlantyda. Opublikował nawet krótkie kompendium, wyjaśniające tę teorię.
W roku 1834 Grognet poślubił Orsettę della Grazie Paleologo. Przeważnie mieszkał w stolicy Valletcie, lecz na czas nadzorowania budowy rotundy przeniósł się do domu w Moście, który należał do notariusza Francesco Chetcutiego. Ten dom miejski nazywany jest teraz Villa Grognet; jego projekt jest przypisywany Grognetowi.
Po ukończeniu rotundy, Grognet otrzymał od gubernatora Le Marchanta roczną pensję w wysokości 100 funtów, lecz zmarł kilka miesięcy później, w roku 1862. Pochowany został w kaplicy Virgin of the Girdle w rotundzie w Moście.